# Winterswijk vasútállomás
Winterswijk vasútállomás vasútállomás Hollandiában, Winterswijk községben, Winterswijk településen.

## Vasútvonalak
Az állomást az alábbi vasútvonalak érintik:
- Winterswijk-Zevenaar-vasútvonal
- Zutphen–Winterswijk-vasútvonal
- Winterswijk-Neede-vasútvonal

## Kapcsolódó állomások
A vasútállomáshoz az alábbi állomások vannak a legközelebb:
- Winterswijk West vasútállomás (Zutphen–Winterswijk-vasútvonal)
- Aalten vasútállomás (Winterswijk-Zevenaar-vasútvonal)
- Winterswijk GOLS railway station (Winterswijk-Zevenaar-vasútvonal)
- Groenlo railway station (Winterswijk-Neede-vasútvonal)